# Borolia sarcostriga
Borolia sarcostriga är en fjärilsart som beskrevs av George Francis Hampson 1905. Borolia sarcostriga ingår i släktet Borolia och familjen nattflyn. Inga underarter finns listade i Catalogue of Life.